# Löffler Béla (szobrász)
Löffler Béla (Kassa, 1906. április 16. – Kassa, 1990. február 11.) szobrász, a szlovákiai magyarság egyik legjelentősebb képzőművésze.

## Életútja
Édesapja az Osztrák–Magyar Monarchia őrmestere volt, édesanyja zempléni nemesi családból származott. Az állami népiskola elvégzése után a marosvásárhelyi kádétiskolába került. 1918-ban otthagyta a tisztképzőt és szülővárosában, a Magyar Állami Reáliskolában folytatta tanulmányait. 1920–1923 között fogtechnikusnak tanult. Öt évvel később a Rimaszombati Csehszlovák Állami Magyar Reálgimnázium tanulója lett, ahol 1931-ben érettségizett. 1932–33-ban Budapesten szobrászatot kezdett tanulni Medgyessy Ferenc és Vilt Tibor műtermében, majd 1936-ban Prágába utazott, hogy gyakorlati vizsgát tegyen a fogtechnikusi szakmából, s időközben három hónapot töltött Welimsky szobrászművésznél. Tanulmányúton járt 1936–38-ban Párizsban, Londonban és Olaszországban, 1938-tól pedig kisebb megszakításokkal Kassán élt. A második világháború végén a kassai hadtestparancsnokságon teljesített szolgálatot, majd Poprádra került, ahol megszökött az egységétől. 1945 és 1947 augusztusa között a Szovjetunióba került mint hadifogoly.
Tagja volt a Kazinczy Társaságnak. Az 1960-as években restaurálással is foglalkozott (pl. Kassai dóm).
Első felesége 1947 decemberétől Petro Emília (Milka) volt. 1974-ben megözvegyült. 1988-ban elvette Schönherz Zoltán húgát, Klárát, aki élete végéig társa maradt és segítette a kiállítások szervezésében, külföldi utazások előkészítésében.
A kassai köztemetőben helyezték végső nyugalomra.

## Elismerései
- 1978 érdemes művész

## A Löffler Béla Múzeum és Kortárs Galéria
Végakarata szerint 1993-ban múzeumot és galériát nyitottak egykori lakóházában.

## Kiállításai

### Egyéni kiállítások
- 1937 • Kelet-szlovákiai Múzeum [Bydlo Františekkel], Kassa
- 1959 • Rozsnyó • Királyhelmec [Feld Lajossal]
- 1960, 1963 • Prága
- 1966 • Eperjes
- 1967 • Toronto
- 1971 • Rozsnyó, Stósz
- 1974 • DMM, Komárom
- 1981 • Eperjesi Kerületi Múzeum
- 1981 • Jubileumi kiállítás, Kassa
- 1983 • Budapest • Miskolc.

### Válogatott csoportos kiállítások
- 1946–80 • Kassai és szlovák művészeti kiállítások, Kassa, Pozsony
- 1991 • Időben és térben – Csehszlovákiai magyar szobrászok, Duna Galéria, Budapest

## Művek közgyűjteményekben
- Déri Múzeum, Debrecen
- Kassán 1993 óta önálló emlékmúzeuma van
- Magyar Nemzeti Galéria, Budapest.